# Karl Gutzkow

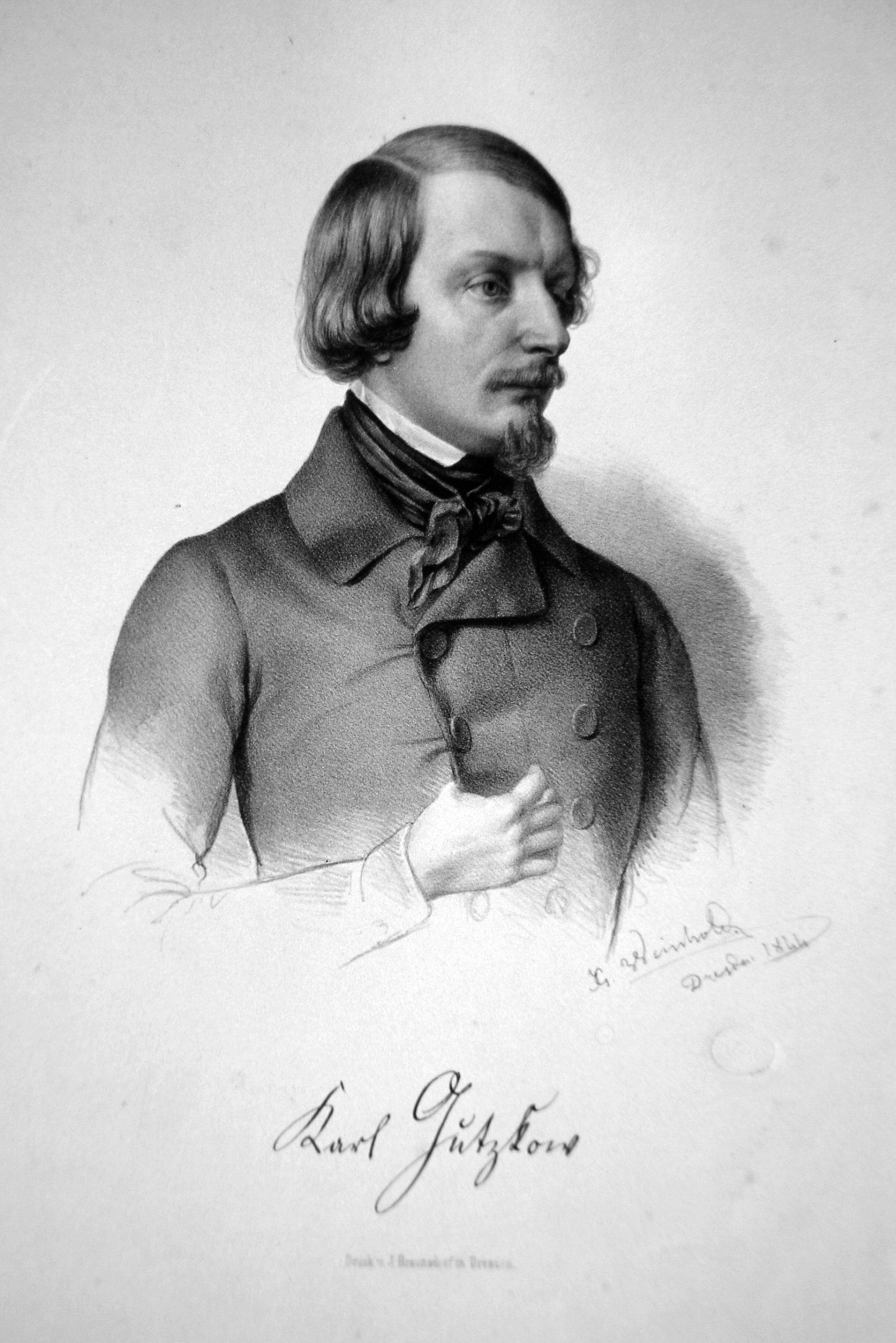
Karl Gutzkow, Lithographie von Johann Georg Weinhold, 1844

Karl Ferdinand Gutzkow (auch Carl Gutzkow, geboren 17. März 1811 in Berlin; gestorben 16. Dezember 1878 in Frankfurt-Sachsenhausen) war ein deutscher Schriftsteller, Dramatiker und Journalist, einer der Stimmführer der jungdeutschen Bewegung und bedeutender Vertreter des Frührealismus in Deutschland.

## Leben

### 1811–1834
Karl Gutzkow wuchs in Berlin in ärmlichen Verhältnissen auf. Sein Vater Karl August, ein gelernter Maurer, diente Prinz Wilhelm von Preußen als Pferdewirt (Bereiter). Von 1821 bis 1829 besuchte er das Friedrichswerdersche Gymnasium. Zum Sommersemester 1829 immatrikulierte sich Gutzkow an der Universität in Berlin, um Theologie, Philologie und Philosophie zu studieren. Vorlesungen hörte er unter anderem bei Georg Wilhelm Friedrich Hegel, Friedrich Daniel Ernst Schleiermacher, August Boeckh, Karl Lachmann und Friedrich Heinrich von der Hagen. Als Student war Gutzkow Mitglied eines verbotenen burschenschaftlichen Kränzchens, der Societas bibatoria, das schon auf dem Friedrichswerderschen Gymnasium bestanden hatte und sich kurz vor einer polizeilichen Aushebung im Sommer 1831 selbst auflöste. 1830 erhielt Gutzkow für eine Arbeit (De diis fatalibus) von der Berliner Universität einen Preis, der ihm in der Aula der Universität von Hegel am 3. August feierlich überreicht wurde. Die französische Julirevolution lenkte sein Interesse den politischen und sozialen Fragen und Forderungen seiner Zeit zu.
Noch als Student begann Gutzkow 1831 mit der Herausgabe einer eigenen Zeitschrift Forum der Journal-Literatur, die allerdings wegen der geringen Zahl von Abonnenten im September schon eingestellt werden musste. Im November 1831 verließ Gutzkow Berlin und reiste zu seinem Idol, dem Literaturkritiker Wolfgang Menzel nach Stuttgart, an dessen Literatur-Blatt er bis 1834 mitarbeitete. Auch für Cottas Morgenblatt für gebildete Stände und zahlreiche andere Journale und Zeitungen schrieb er seitdem regelmäßig. 1832 wurde er von der Universität Jena „in Abwesenheit“ zum Doktor der Philosophie promoviert. Im Sommer 1832 erschienen anonym seine Briefe eines Narren an eine Närrin bei Julius Campe in Hamburg. Im Oktober desselben Jahres wurde das Buch in Preußen verboten. Gutzkow bezog zum Wintersemester 1832/33 die Universität Heidelberg, um Jura zu studieren. Zum Sommersemester 1833 wechselte er zur Fortsetzung seiner Rechtsstudien an die Universität nach München. Ende 1833 erschien sein Roman Maha Guru. Geschichte eines Gottes im Verlag von Cotta. Es handelt sich dabei um eine in Tibet spielende Satire auf die religiösen und gesellschaftlichen Zustände in Deutschland, speziell in Preußen. Im Sommer 1833 hatte Gutzkow Freundschaft mit Heinrich Laube geschlossen, mit dem er eine Reise nach Österreich und Oberitalien unternahm. Nach dieser Reise – und nachdem schon die Beziehung zu den Verlegern Julius Campe und Georg von Cotta enger geworden war – entschied sich Gutzkow, Berufsschriftsteller zu werden.

### 1835–1841
1835 war Gutzkow in Frankfurt am Main, wo er das Literatur-Blatt zu Eduard Dullers Phönix. Frühlings-Zeitung für Deutschland herausgab; diese Beilage enthielt ausschließlich von Gutzkow verfasste Beiträge. Aus derselben Zeit stammt auch der Briefwechsel mit Georg Büchner. In der Folge sorgte Gutzkow dafür, dass Büchners Drama Dantons Tod im Phönix erscheinen konnte. Gutzkow wurde so zum ersten Förderer des jungen Büchner.
Im Sommer 1835 verschickten Gutzkow und Ludolf Wienbarg Subskriptionseinladungen zu einer großangelegten literarischen Wochenschrift. Diese Deutsche Revue sollte noch im selben Jahr bei der Verlagsbuchhandlung von Zacharias Loewenthal mit einer Startauflage von viertausend Exemplaren erscheinen. Es gelang Gutzkow und Wienbarg, neben Ludwig Börne und Heinrich Heine auch Georg Büchner, der seinen Lenz dort erscheinen lassen wollte, für das Projekt zu gewinnen.
Im August 1835 erschien Gutzkows Roman Wally, die Zweiflerin im soeben gegründeten Verlag seines Freundes Zacharias Löwenthal in Mannheim. Schon im September wurde der Roman in Preußen und bald darauf in allen anderen Staaten des Deutschen Bundes verboten. Das Verbot ging auf eine Kampagne gegen Autoren des Jungen Deutschland zurück, die besonders Wolfgang Menzel, Gutzkows vormaliger Mentor, forcierte, der dem Buch „Unmoral“ vorwarf. Im November 1835 wurden sämtliche Schriften Gutzkows, Wienbargs, Laubes und Mundts sowie alle Bücher des Verlags von Zacharias Löwenthal in Preußen verboten. Am 10. Dezember erfolgte ein Beschluss des Deutschen Bundestages, die Verbreitung der Schriften Gutzkows, Heines, Laubes, Mundts und Wienbargs zu unterbinden. Die Autoren sollten nicht nur mundtot gemacht werden, ihre Namen sollten ganz aus der Öffentlichkeit verschwinden. In der Folge konnte die schon im Druck befindliche erste Nummer der Deutschen Revue nicht mehr erscheinen.

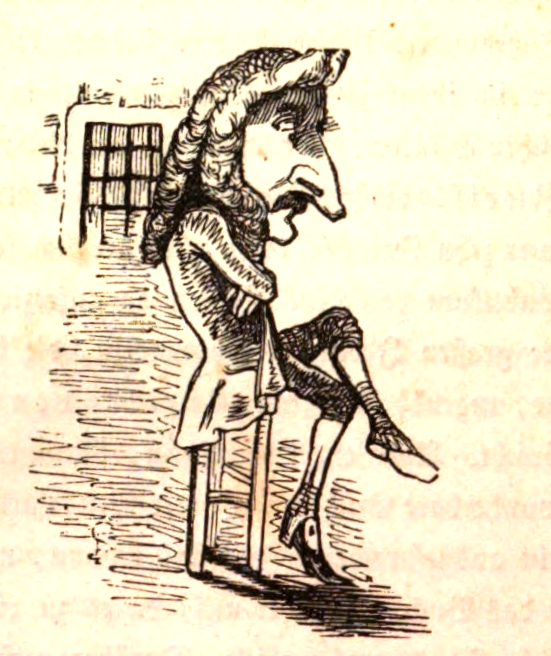
„Karl Trutzkopf“ 1836 Gefängnis in Mannheim;
Karikatur in Friedmanns Satyrisch-literarischen Taschenbuch für 1848

Am 13. Januar 1836 wurde Gutzkow vom Hofgericht Mannheim wegen „Verächtlichmachung der Religion“ zu einem Monat Gefängnis verurteilt, nachdem er bereits sechs Wochen in Untersuchungshaft gesessen hatte, die ihm nicht angerechnet wurde. Löwenthal, der ebenfalls angeklagt war, wurde freigesprochen.
Direkt nach seiner Entlassung wurde Gutzkow aus dem Großherzogtum Baden ausgewiesen. Im Sommer des Jahres heiratete er Amalie Klönne. Aus der Ehe gingen drei Söhne hervor. Ende 1837 lernte er in Berlin Bettina von Arnim kennen und besuchte eine Reihe literarischer Salons. Ab 1838 gab er in Hamburg den Telegraph für Deutschland heraus, an dem unter anderen Friedrich Engels, Friedrich Hebbel und Georg Herwegh mitarbeiteten. Als Nachfolger des Herausgebers des „Telegraphen“ bestimmte er Georg Schirges. In Hamburg verkehrte er im Salon der Rosa Maria Assing und führte Regie bei Lesungen von Dramen des klassischen Repertoires mit verteilten Rollen. Mit den Töchtern des Hauses, Ottilie und Ludmilla Assing, stand er zeitlebens in freundschaftlicher Verbindung. 1839 wurde Gutzkows erstes Schauspiel Richard Savage in Frankfurt uraufgeführt.

### 1842–1851
1842 reiste Gutzkow erstmals nach Paris, wo er unter anderem George Sand kennenlernte. Ende des Jahres zog er nach Frankfurt. Mitte 1843 endete die Zensur seiner Werke, worauf er wieder legal und unter seinem Namen arbeiten konnte. 1845 erschienen seine Wiener Eindrücke, das Ergebnis einer Wien-Reise. Das Buch führte zu einem Verbot seiner Werke für Österreich. Ende 1846 wurde er Dramaturg am Hoftheater in Dresden. Gutzkow zog mit seiner Familie von Frankfurt nach Dresden, wo er fast fünfzehn Jahre lebte und arbeitete. Den Posten als Dramaturg des Dresdner Hoftheaters verlor er allerdings als Folge von Revolution und Konterrevolution schon im Sommer 1849 wieder.
Im März 1848 war Gutzkow während des Beginns der Revolution in Berlin. Als Reaktion auf die Ereignisse dort veröffentlichte er seine Flugschrift Ansprache an das Volk. Im April des Jahres starb seine Frau. Anfang 1849 zog Gutzkow kurzzeitig in Erwägung, sich für die Wahl zur Zweiten Preußischen Kammer in Schweidnitz (Niederschlesien) aufstellen zu lassen, verzichtete dann aber auf die Kandidatur. Im August 1849 heiratete er eine Cousine seiner ersten Frau, Bertha Meidinger (1829–1909), die Tochter des Verlagsbuchhändlers Johann Valentin Meidinger (1797–1851), mit der er drei Töchter hatte.
Ab Juli 1850 erschienen die ersten beiden Bücher seines großen Zeit- und Gesellschaftsromans Die Ritter vom Geiste fortsetzungsweise in der Beilage zur Leipziger Deutschen Allgemeinen Zeitung. Ende 1851 lag der Roman vollständig in Buchform vor: Neun Bände mit einem Umfang von etwa 4.100 Seiten. In der Mitte des 19. Jahrhunderts war der Roman enorm populär und es lässt sich belegen, dass dieser auch von prominenten Zeitgenossen wie Gregor Mendel gelesen wurde.

### 1852–1878
1852 begann eine öffentliche Kontroverse mit Julian Schmidt und Gustav Freytag, die persönliche Antipathien und ästhetische Differenzen zwischen Gutzkow und den Verfechtern des ‚Programmatischen Realismus‘ deutlich machte; sie ist als „Grenzbotenstreit“ (nach dem Namen der von Schmidt und Freytag redigierten Zeitschrift Die Grenzboten) in die Literaturgeschichte eingegangen. Die Auseinandersetzung begann mit einem Verriss der Neuausgabe von Gutzkows Wally, die Zweiflerin (Neuausgabe unter dem Titel Vergangene Tage) durch Julian Schmidt, der zudem scharfe persönliche Angriffe gegen Gutzkow richtete. Julian Schmidt erklärte im Laufe der Auseinandersetzung, Gutzkow hätte es verdient, „bis zur Vernichtung“ verfolgt zu werden. Aus dieser Perspektive wurde fortan alles, was Gutzkow schrieb, in den Grenzboten verrissen. 1855 stellte Gutzkow seine von Schmidt und Freytag abweichende romanpoetologische Position in einer Kritik von Freytags Kaufmannsroman Soll und Haben dar.

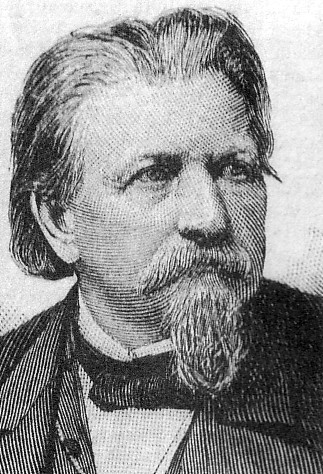
Karl Gutzkow

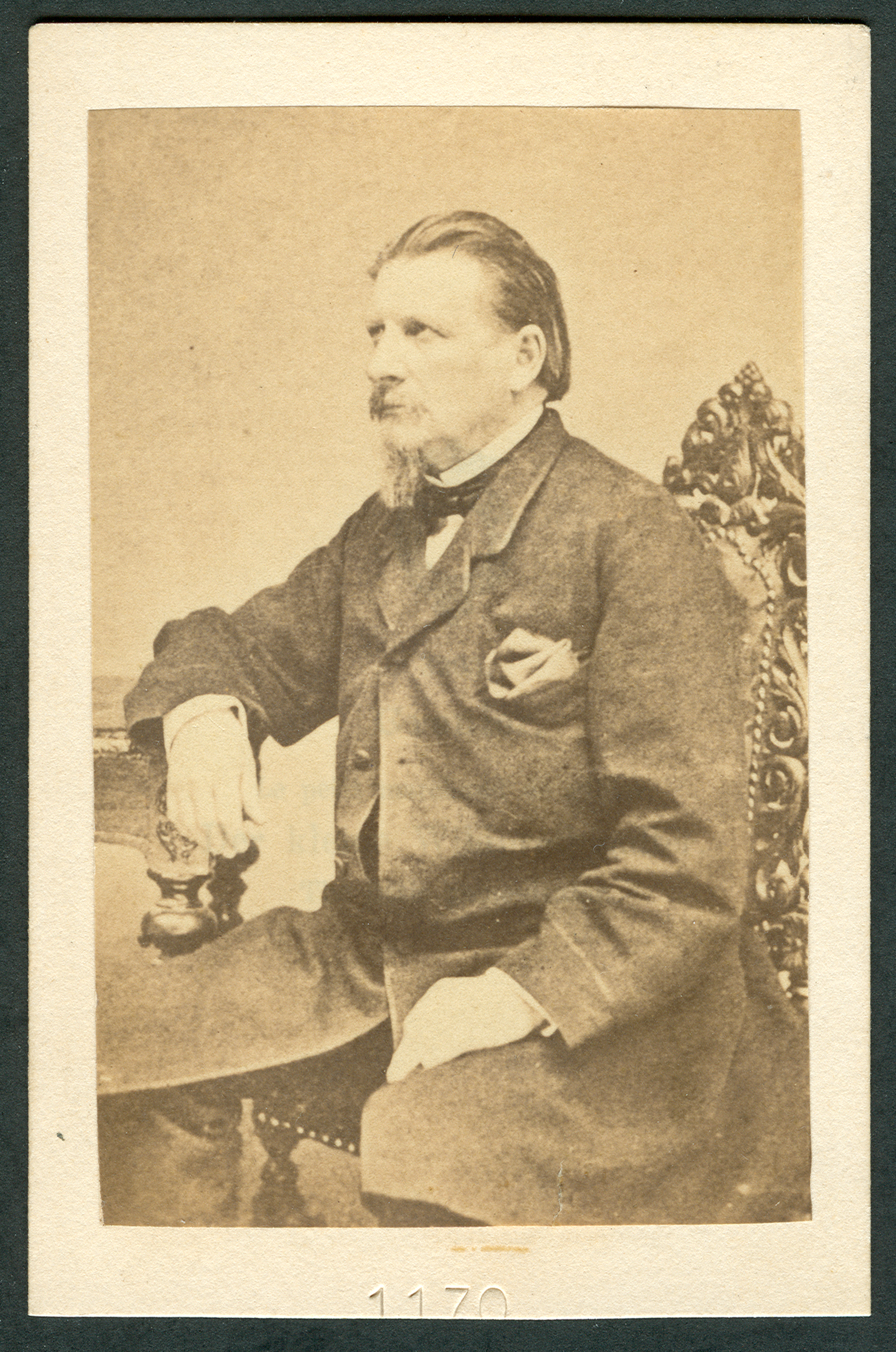
Um 1860: Carte de Visite Nr. „1170“, vermutlich von einem unbekannten Kopisten

Ab September 1852 gab Gutzkow die Wochenzeitschrift Unterhaltungen am häuslichen Herd heraus, die er bis 1862 betreute und die danach sein wichtigster Mitarbeiter Karl Frenzel herausgab. Ab 1858 erschien Gutzkows zweiter Großroman Der Zauberer von Rom, der erst 1861 abgeschlossen wurde und wie schon die Ritter vom Geiste neun Bände umfasste. 1861 zog er nach Weimar, wo er Generalsekretär der Schillerstiftung wurde, an deren Gründung er 1855 bzw. 1859 entscheidend mitgewirkt hatte. Ende 1864 legte Gutzkow sein Amt nieder. Auf dem Höhepunkt einer schweren psychischen Krise versuchte Gutzkow im Januar 1865, sich das Leben zu nehmen. Er kam in die Heilanstalt St. Gilgenberg in Donndorf bei Bayreuth, wo er bis zu seiner Entlassung im Dezember 1865 blieb. Anschließend zog er in einen ihm „empfohlenen Wohnorte in halbländlicher Stille“ nach Kesselstadt. Dort lebte er zwischen 1866 und 1869 an der Philippsruher Allee im sogenannten (inzwischen für den Bau eines Hochhauses abgebrochenen) „Gutzkowhäuschen“.

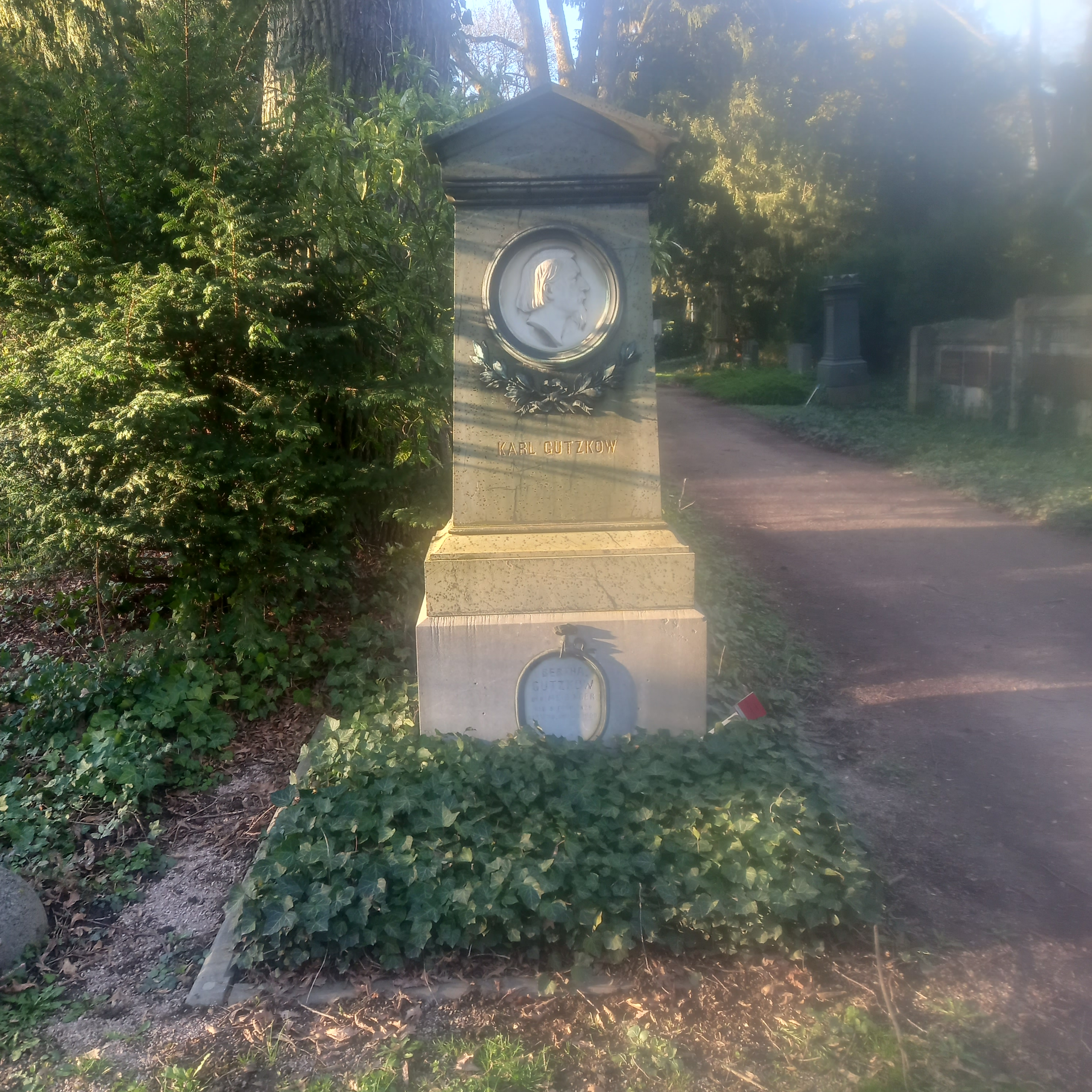
Mit Porträtmedaillon versehener Grabstein Gutzkows und Ehefrau Bertha geborene Meidinger auf dem Frankfurter Hauptfriedhof

1867/1868 erschien Gutzkows in Kesselstadt fertiggestellter Roman Hohenschwangau, 1869 wurde sein Stück Der westphälische Friede uraufgeführt. Ende dieses Jahres zog er nach Berlin. 1873 hatte Gutzkow erneut mit schweren psychischen Problemen zu kämpfen; wiederholt kam es zu Anfällen von Paranoia. Fluchtartig verließ er Ende 1873 mit seiner Tochter Selma Berlin und reiste nach Italien, wo er den Winter 1873/1874 verbrachte. 1874 ließ er sich mit seiner Familie in Wieblingen nieder, wo er das Schloss des Freiherrn von La Roche-Starkenfels bewohnte. 1875 übersiedelte er ins benachbarte Heidelberg. 1877 erschien sein letzter Zeitroman Die neuen Serapionsbrüder. In diesem Jahr zog er nach Frankfurt-Sachsenhausen. Im Dezember 1878 kam Gutzkow schlafend bei einem Schwelbrand ums Leben. Beigesetzt wurde er am 19. Dezember auf dem Frankfurter Hauptfriedhof.

## Ehrungen
In Dresden wurde 1887 ein Gutzkow-Denkmal (Portraitbüste von Emmerich Andresen) aufgestellt, das im Zweiten Weltkrieg zu Rüstungszwecken eingeschmolzen wurde. In mehreren deutschen und österreichischen Städten sind Straßen oder Plätze nach Gutzkow benannt worden (u. a. Berlin, Dresden, Frankfurt am Main, Fürth, Hamburg, Hanau, München, Neu-Isenburg, Nürnberg, Wien). Der in einem Studentenwohnheim befindliche Studentenclub in der Dresdner Gutzkowstraße wurde nach ihm bzw. der Straße benannt und war einer der Studentenclubs der ehemaligen Hochschule für Verkehrswesen „Friedrich List“.

## Werke
- [Anon.:] Briefe eines Narren an eine Närrin (Roman). Hoffmann u. Campe, Hamburg 1832.
- Maha Guru (Roman). 2 Bände. Stuttgart / Tübingen 1833.
- Novellen. 2 Bände. Hoffmann u. Campe, Hamburg 1834.
- Öffentliche Charaktere. 1. Teil. Hoffmann u. Campe, Hamburg 1835; Digitalisat und Volltext im Deutschen Textarchiv.
- Wally, die Zweiflerin (Roman). Löwenthal, Mannheim 1835; Digitalisat und Volltext im Deutschen Textarchiv.
- Nero (Drama). Stuttgart / Tübingen 1835.
- Soireen. 2 Bände. Sauerländer, Frankfurt am Main 1835 (Novellensammlung, darin u. a. Der Sadducäer von Amsterdam).
- Beiträge zur Geschichte der neuesten Literatur. 2 Bände. Balz, Stuttgart 1836.
- Die Zeitgenossen. 2 Bände. Verlag der Classiker, Stuttgart 1837. 2. unveränderte Ausgabe Dennig Finck, Pforzheim 1842; 1. Band Digitalisat und Volltext im Deutschen Textarchiv; 2. Band Digitalisat und Volltext im Deutschen Textarchiv.
- Seraphine. Hamburg: Hoffmann u. Campe 1837 (Roman)
- Götter, Helden, Don-Quixote. Hoffmann u. Campe, Hamburg 1838.
- Richard Savage (Drama). 1839.
- Blasedow und seine Söhne (Roman). 3 Bände. Verlag der Classiker, Stuttgart 1838.
- Börne’s Leben. Hamburg: Hoffmann und Campe, 1840; Digitalisat und Volltext im Deutschen Textarchiv.
- Patkul. Politisches Trauerspiel in 5 Aufzügen. In: Die Grenzboten, 1842, Jg. 2, I. Semester, S. 97–106. Herbig, Leipzig 1842; Digitalisat und Volltext im Deutschen Textarchiv.
- Briefe aus Paris. 2 Bände. Brockhaus, Leipzig 1842
- Dramatische Werke. 9 Bände. Weber, Leipzig. Brockhaus, Lorck 1842/1857.
- Zopf und Schwert. Lustspiel in fünf Aufzügen. 1844. Englisch kommentierte Ausgabe von 1887; archive.org.
- Das Urbild des Tartüffe (Drama). 1844.
- Die Wellenbraut (Novelle). 1844.
- Die Selbsttaufe (Novelle). 1845.
- Uriel Acosta (Drama). 1846.
- Imagina Unruh (Novelle). Journalfassung 1847, erste Buchausgabe 1849.
- Ottfried (Drama). Als Bühnenmanuskript 1848, erste, deutlich veränderte Buchfassung 1854.
- Gesammelte Werke. 13 Bände. Literarische Anstalt, Frankfurt am Main 1845/1852
- Der Königsleutenant. Dramatisches Zeitgemälde aus Goethe’s Jugend in fünf Aufzügen. (Bühnenmanuskript 1849, erste Buchausgabe 1852).
- Die Ritter vom Geiste (Roman). 9 Bände. Brockhaus, Leipzig 1850/1851.
- Aus der Knabenzeit. Literarische Anstalt, Frankfurt am Main 1852 (Autobiografische Schrift).
- Die Nihilisten (Novelle). Journalfassung 1853, erste Buchfassung 1856
- Die Diakonissin (Novelle). 1855.
- Ein Mädchen aus dem Volke (Novelle). 1855.
- Die kleine Narrenwelt. 1856 (Sammlung von Novellen bzw. anderen Texten, darin u. a. Die Nihilisten)
- Lorber und Myrte. Historisches Charakterbild in drei Aufzügen, 1857 (Digitalisat bei Google Books)
  - Lorber und Myrte. Lustspiel in vier Aufzügen. 1872 3. Auflage; archive.org.
- Der Zauberer von Rom (Roman). 9 Bände. Brockhaus, Leipzig 1858/1861.
- Hohenschwangau (Roman). 5 Bände. Brockhaus, Leipzig 1867/1868
- Vom Baum der Erkenntniß. Denksprüche. Cotta, Stuttgart 1868.
- Der westphälische Friede (Drama). 1869.
- Der Gefangene von Metz (Drama). 1870.
- Die Söhne Pestalozzis (Roman). 3 Bände. Janke, Berlin 1870
- Der Wärwolf. Historische Erzählung. Wien 1871; Google Books
- Dramatische Werke. 20 Bände. Costenoble, Jena 1871–1872.
- Fritz Ellrodt. 1872 (Roman)
- Gesammelte Werke. 12 Bände. Costenoble, Jena 1873–1876.
- Rückblicke auf mein Leben. Hofmann, Berlin 1875 (Autobiografische Schrift)
- Die neuen Serapionsbrüder (Roman). 3 Bände. Schottlaender, Breslau 1877: 1. Band Digitalisat und Volltext im Deutschen Textarchiv; 2. Band Digitalisat und Volltext im Deutschen Textarchiv; 3. Band Digitalisat und Volltext im Deutschen Textarchiv

## Neueditionen
Werkausgabe
- Gutzkows Werke und Briefe. Kommentierte digitale Gesamtausgabe. Hrsg. vom Editionsprojekt Karl Gutzkow. Oktober Verlag, Münster 2001ff.[7]
  - Eröffnungsband. Hrsg. von Gert Vonhoff, Martina Lauster. 2001, ISBN 3-935792-60-3
- I. Abteilung: Erzählerische Werke
  - Bd. 1: Briefe eines Narren an eine Närrin. Hrsg. von R. J. Kavanagh. 2003, ISBN 3-935792-62-X
  - Bd. 2: Maha Guru. Geschichte eines Gottes. Hrsg. von Richard J. Kavanagh. 2020. ISBN 978-3-946938-52-1
  - Bd. 3: Novellen. Hrsg. Gert Vonhoff. 2017, ISBN 978-3-946938-36-1
  - Bd. 9: Kleine erzählerische Werke, Bd. 2. Hrsg. von Dirk Göttsche unter Mitarb. von Joanna Neilly. 2021. ISBN 978-3-946938-56-9
  - Bd. 10: Die Diakonissin. Ein Lebensbild. Hrsg. von Stephan Landshuter. 2014, ISBN 978-3-944369-15-0
  - Bd. 11: Der Zauberer von Rom. Roman in neun Büchern. 3 Bde. Hrsg. von Kurt Jauslin, Stephan Landshuter, Wolfgang Rasch. 2007, ISBN 978-3-938568-24-8
  - Bd. 17: Die neuen Serapionsbrüder. Hrsg. von Kurt Jauslin. 2002, ISBN 3-935792-61-1 (2. Auflage: 2013, ISBN 978-3-944369-06-8)
  - Bd. 17, Supplement: Die neuen Serapionsbrüder. Kommentarband. Hrsg. von Kurt Jauslin in Zusammenarbeit mit Martina Lauster. 2015, ISBN 978-3-944369-54-9 (2. Auflage: 2018, ISBN 978-3-946938-13-2)
- II. Abteilung: Dramatische Werke
  - Bd. 1: Dramatische Werke. (Marino Falieri. – Hamlet in Wittenberg. – Nero. – König Saul.) Hrsg. von Anne Friedrich u. Susanne Schütz. 2009, ISBN 978-3-938568-62-0
  - Bd. 2: Dramatische Werke. (Richard Savage. – Werner. – Die Gräfin Esther. – Patkul.) Hrsg. von Susanne Schütz u. Claudia Volland. 2009, ISBN 978-3-938568-63-7
- III. Abteilung: Schriften zur Politik und Gesellschaft
  - Bd. 3: Die Zeitgenossen. Ihre Schicksale, ihre Tendenzen, ihre großen Charaktere. Hrsg. von Martina Lauster. 2010, ISBN 978-3-938568-52-1
- IV. Abteilung: Schriften zur Literatur und zum Theater
  - Bd. 3: Ueber Göthe im Wendepunkte zweier Jahrhunderte. Mit weiteren Texten Gutzkows zur Goethe-Rezeption im 19. Jahrhundert. Hrsg. von Madleen Podewski. 2019. ISBN 978-3-946938-47-7
  - Bd. 5: Börne’s Leben. Hrsg. von Martina Lauster, Catherine Minter. 2004, ISBN 3-938568-04-6
  - Bd. 7: Schriften zum Buchhandel und zur literarischen Praxis. Hrsg. von Christine Haug, Ute Schneider. 2013, ISBN 978-3-938568-69-9
- VI. Abteilung: Reiseliteratur
  - Bd. 4: Reisen durch Deutschland und Österreich. Hrsg. von Stefano Apostolo. 2025, ISBN 978-3-946938-72-9
- VII. Abteilung: Autobiographische Schriften
  - Bd. 1: Aus der Knabenzeit. Mit der Fortsetzung zur zweiten Ausgabe von 1873. Hrsg. von Wolfgang Rasch. 2023, ISBN 978-3-946938-68-2
  - Bd. 2: Kleine autobiographische Schriften und Memorabilien. Hrsg. von Wolfgang Rasch. 2018, ISBN 978-3-946938-43-9
  - Bd. 3: Rückblicke auf mein Leben. Hrsg. von Peter Hasubek. 2006. ISBN 3-938568-03-8

Einzelausgaben
- Unter dem schwarzen Bären. Erlebtes 1811–1848. Hrsg. Fritz Böttger. Verlag der Nation, Berlin 1971
- Liberale Energie. Eine Sammlung seiner kritischen Schriften. Hrsg. Peter Demetz. Ullstein, Frankfurt 1974, ISBN 3-548-03033-5
- Berlin – Panorama einer Residenzstadt. Hrsg., Nachwort Wolfgang Rasch. Morgenbuchverlag, Berlin 1995. (Märkischer Dichtergarten) ISBN 3-371-00380-9
- Schriften. Ausgabe in 2 Bänden u. e. Kommentarband. Hrsg. Adrian Hummel. Zweitausendeins, Frankfurt 1998. Reihe: Haidnische Alterthümer. ISBN 3-86150-279-8
- Die Ritter vom Geiste. Roman in neun Büchern. Hrsg. Thomas Neumann. Ausgabe in 3 Bänden u. e. Kommentarband. Zweitausendeins, Frankfurt 1998 (Haidnische Alterthümer) ISBN 3-86150-278-X
- Über Goethe. Im Wendepunkt zweier Jahrhunderte. WFB Verlag, Bad Schwartau 2007 (Reihe: Literarische Tradition) ISBN 978-3-86672-014-5
- Briefe und Skizzen aus Berlin 1832–1834. Hrsg., komment. u. mit e. Nachw. von Wolfgang Rasch. Aisthesis, Bielefeld 2008, ISBN 978-3-89528-672-8
- Aus der Knabenzeit. Textkritische u. kommentierte Ausgabe. Hrsg. Peter Hasubek. Olms, Hildesheim 2013, ISBN 978-3-487-14896-0

Briefe
- Werner Vordtriede (Hrsg.): Therese von Bacheracht und Karl Gutzkow. Unveröffentlichte Briefe 1842–1849. Kösel, München 1971
- Wolfgang Rasch (Hrsg.): Der Briefwechsel zwischen Karl Gutzkow und Levin Schücking. Aisthesis, Bielefeld 1998, ISBN 3-89528-156-5